# Allium savii
Allium savii är en amaryllisväxtart som beskrevs av Filippo Parlatore. Allium savii ingår i släktet lökar, och familjen amaryllisväxter. Inga underarter finns listade i Catalogue of Life.